# Mantios
Mantios (altgriechisch Μάντιος Mántios) ist eine Person der griechischen Mythologie.
Er war der Sohn des antiken Sehers und Arztes Melampus und der Iphianassa oder der Iphianeira. Sein Bruder war Antiphates, Vater des Oikles; auch werden Bias, Manto und Pronoe als weitere Geschwister genannt.
Mantios zeugte Kleitos und Polypheides. Kleitos wurde wegen seiner Schönheit von Eos zum Sitz der Götter entführt. Polypheides wiederum setzte die Tradition des Geschlechtes der Melampiden fort und wurde Seher. Nachdem er sich mit Mantios überworfen hatte, verließ er Argos und zog nach Hyperesia, wo er ein Orakel des Apollon leitete.
Pausanias nennt auch Oikles als Sohn des Mantios, der nach Homer jedoch sein Neffe war.